# 조 앤 플러그

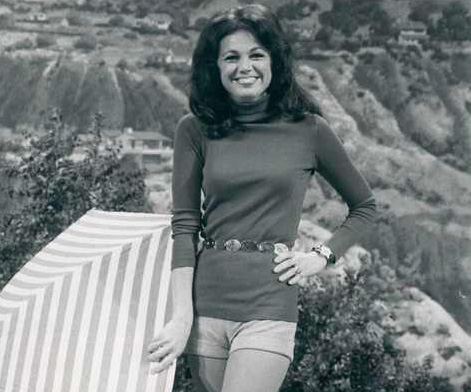

조 앤 플러그(Jo Ann Pflug, 1940년 5월 2일 ~ )는 미국의 텔레비전 배우, 영화배우, 배우, 성우이다.
애틀랜타에서 태어났다.

## 영화
- 여행자 (1997년)
- 더 폴 가이 (1981년)
- 꿈꾸는 낙원 (1978년)
- 사랑의 유람선 (1977년)
- 형사 Q (1976년)
- 스크림 오브 더 울프 (1974년)
- 나이트 스트랭글러 (1973년)
- 어디가 아프죠? (1972년)
- 캣로우 (1971년)
- 매시 (1970년)